# Saturius von Soria

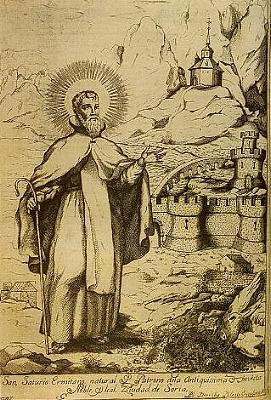
Saturius von Soria

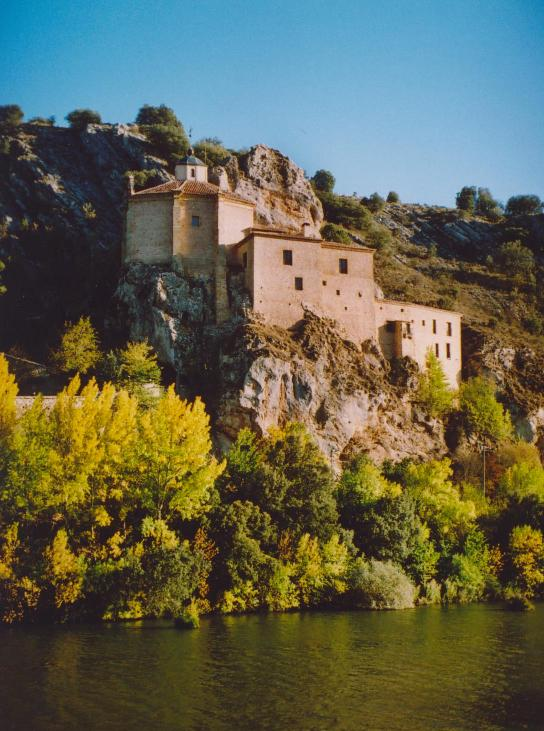
Ermita de San Saturio am Fluss Duero

Saturius von Soria oder auch Saturius von Numantia (spanisch San Saturio; * um 493 in Soria; † um 570) war ein spätantiker westgotischer Eremit im Norden der Iberischen Halbinsel. Er wurde erst im Jahr 1753 durch Papst Benedikt XIV. offiziell kanonisiert; sein Festtag ist der 2. Oktober.

## Vita
Gemäß der Überlieferung stammte Saturius aus einer wohlhabenden westgotischen Familie. Nach dem Tod seiner Eltern verschenkte er das ererbte Vermögen an die Armen und zog sich in eine Höhle in der Sierra de Santa Ana bei Soria zurück, wo er sich seinen Kontemplationen hingab, aber auch eine Kapelle zu Ehren des Erzengels Michael baute. Er war bereits ein alter Mann, als er Besuch vom 15-jährigen Prudentius bekam, der sieben Jahre lang bis zu seinem Tod sein Schüler und Gehilfe wurde. Prudentius begrub den Leichnam seines Mentors in der Höhle; anschließend begab er sich in seine Heimat, wo ihm schon bald (572 ?) die Bischofswürde von Tarazona angetragen wurde.

## Verehrung
Die Verehrung des Saturius ist auf wenige Orte in Spanien beschränkt. Nur die ehemalige Kapelle des Heiligen trägt sein Patrozinium. Teile seiner im 17. Jahrhundert angeblich wiedergefundenen Reliquien wurden nach Soria gebracht; die Stadt erkor ihn im Jahr 1628 zu ihrem Schutzpatron.

## Darstellung
Mittelalterliche Bildnisse des Heiligen sind unbekannt; neuere Darstellungen zeigen ihn zumeist als Eremiten.